# Virgularia tuberculata
Virgularia tuberculata är en korallart som beskrevs av Marshall 1883. Virgularia tuberculata ingår i släktet Virgularia och familjen Virgulariidae. Enligt den svenska rödlistan är arten sårbar i Sverige. Arten förekommer i Götaland. Artens livsmiljö är havet. Inga underarter finns listade i Catalogue of Life.